# 1970 en Lorraine
Chronologie de la Lorraine
- 1966
- 1967
- 1968
- 1969
- 1970
- 1971
- 1972
- 1973
- 1974

Cette page est une liste d'événements qui se sont produits durant l'année 1970 en Lorraine.

## Éléments de contexte
- Fusion des Fonderies de Pont-à-Mousson et de Saint-Gobain[1].
- 10800 suppressions d'emplois annoncés chez Wendel-Sidelor [1].

## Événements

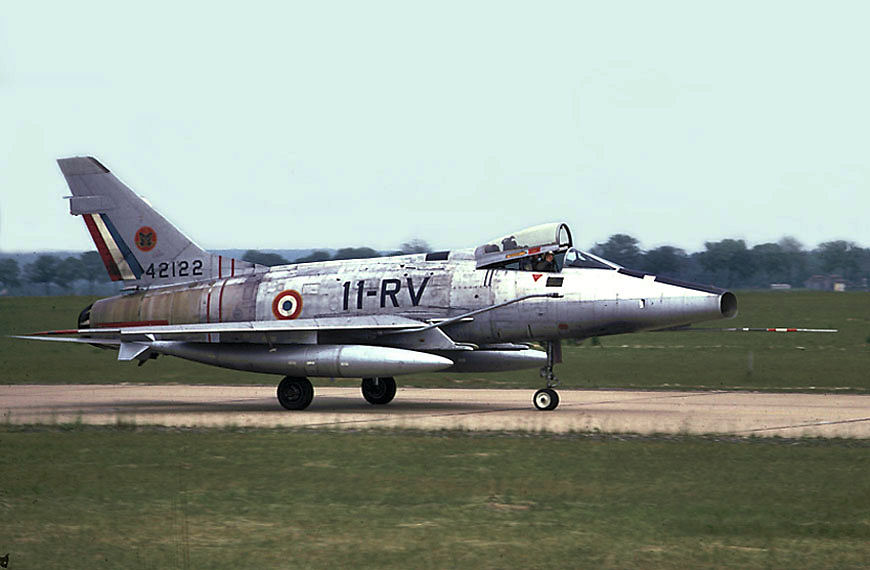
F-100D de l'Escadron de chasse 3/11 Corse au roulage sur la base aérienne de Toul-Rosières en juin 1970.

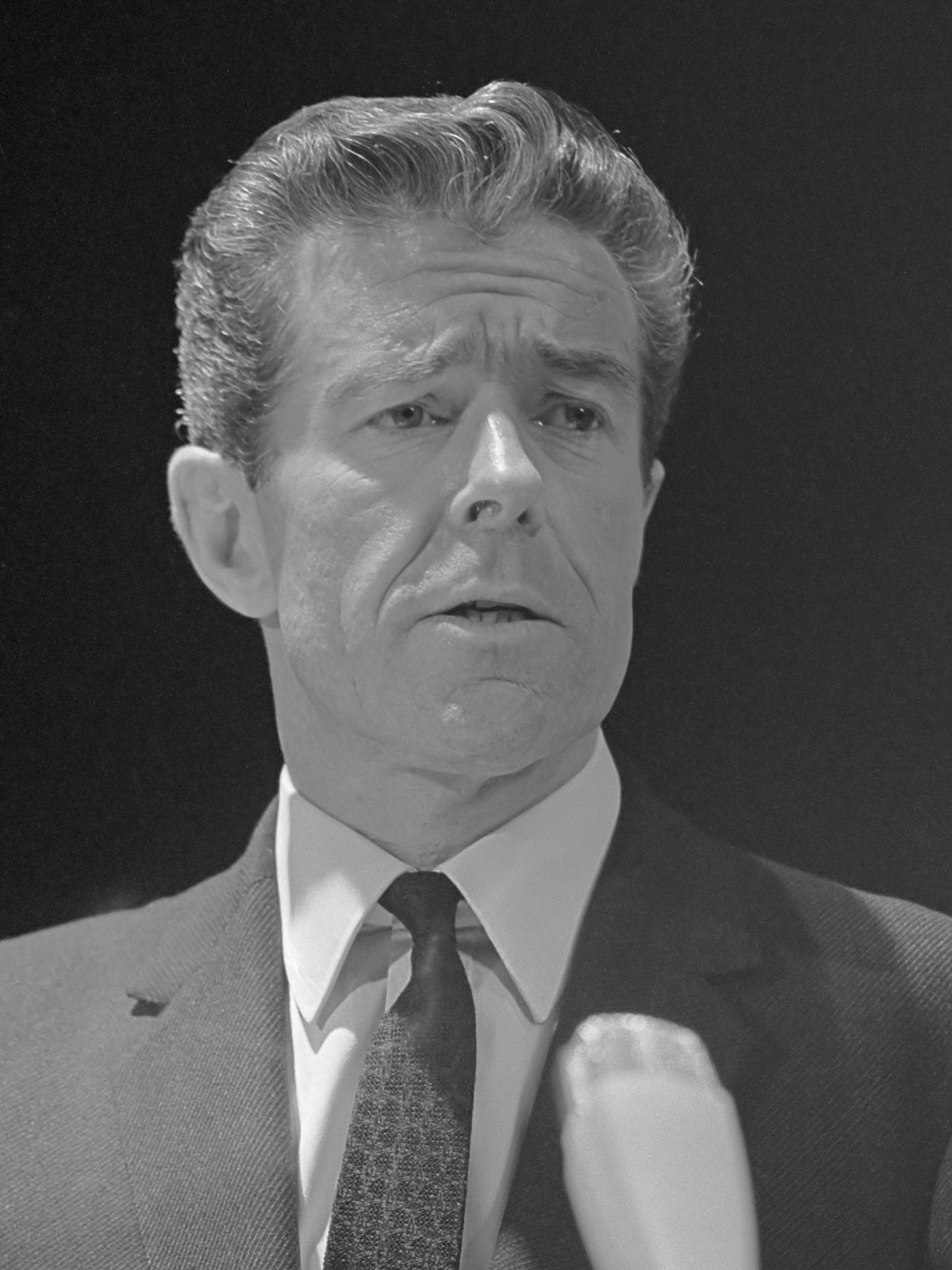
Jean-Jacques Servan-Schreiber.

- Fermeture de la brasserie de Sarrebourg[2], fondée en 1820.
- Jean-Claude Andruet et Maurice Vial remportent le Rallye de Lorraine sur une Alpine A110 Proto 1600[3].
- Fondation du Cercle généalogique de Lorraine
- Fondation de l'association Renaissance du vieux Metz
- Claude Huriet, professeur à la Faculté de médecine de Nancy, chef du Service de néphrologie du Centre Hospitalier Universitaire de Nancy, crée le Centre d'hémodialyse de Nancy où il réalise les premières transplantations rénales.
- Création de trois établissements d'enseignement supérieur à Nancy [4]: Université Nancy 1 : Sciences, Médecine, Pharmacie, Odontologie et Sport; Université Nancy 2 : Lettres, Droit, Économie et Sciences Humaines; Institut National Polytechnique de Lorraine (INPL) qui regroupe les  Écoles Nationales Supérieures d'Ingénieurs.
- Création de l'ENSAIA résultant de la fusion, de trois écoles créées entre 1892 et 1910 : l'École supérieure de brasserie, de malterie et de biochimie appliquée de la faculté des sciences de Nancy créée en 1892, l'École de laiterie de la Faculté des sciences de Nancy en 1905 et l'École nationale supérieure agronomique de Nancy en 1910
- Installation de l'École nationale supérieure d'architecture de Nancy au parc de Rémicourt à Villers-les-Nancy, sortie de la tutelle de l'École nationale des Beaux-Arts. Michel Folliasson réalise les plans à partir d'éléments préfabriqués, élaborés par Jean Prouvé.
- Tournage à Nancy du film De l'or pour les braves de Brian G. Hutton[5]
- Tournage à Petitmont de La Demande en mariage téléfilm de Jean L'Hôte[6]
- Louis Fleck (d) reçoit l'équerre d'argent pour la tour des Coopérateurs de Lorraine, rue Marcel Brot à Nancy[7].
- La boulangerie Neuhauser de Folschwiller se développe à une taille industrielle[8].

- 2 janvier : mise en service du Métrolor, premier service cadencé régional de France. Il relie Nancy, Metz et Thionville[1].
- 15 mai : le député nancéien Roger Souchal démissionne à la suite de la décision de faire passer l'autoroute Paris-Strasbourg par Metz plutôt que par Nancy comptant faire de sa réélection une manifestation de colère. Jean-Jacques Servan-Schreiber se présente contre lui menant une campagne "à l'américaine" et emporte la majorité des suffrages de la première circonscription de Meurthe-et-Moselle[1].
- Août 1970 : Catherine Lang est élue reine de la mirabelle[9]
- 30 octobre : Maréville devient un établissement public de santé[10].
- 17 décembre : l'Université de Metz[1] reçoit le statut d'établissement public à caractère scientifique et culturel[11].
- 20 décembre : inauguration de la première patinoire d'Épinal. Elle est bâtie sur l'étang asséché de Poissompré qui lui a donné son nom. Sa capacité est de 1 400 spectateurs[12].

## Inscriptions ou classement aux titre des monuments historiques
- Fort de Douaumont
- Fort de Vaux

## Naissances

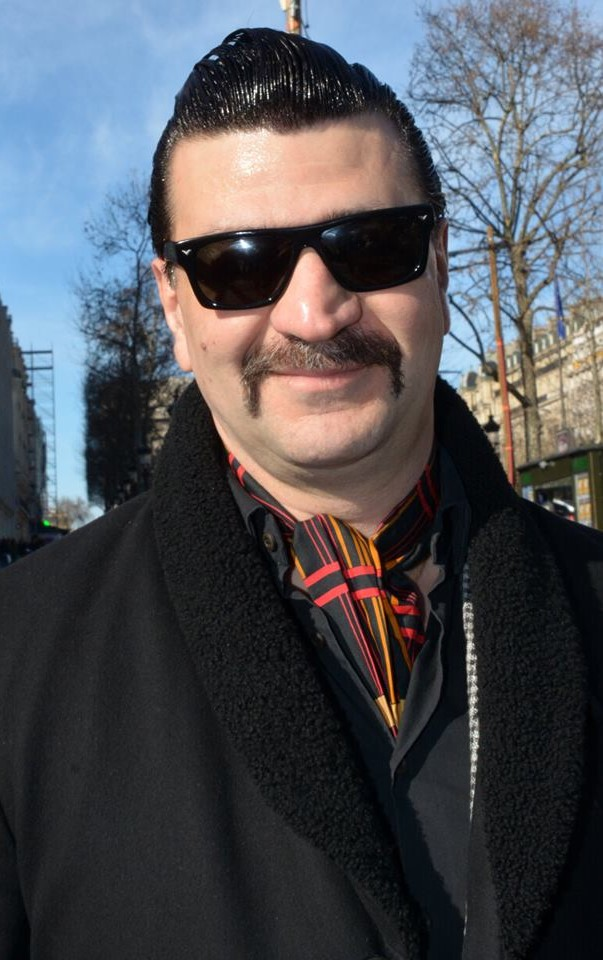
Arnaud Rebotini.

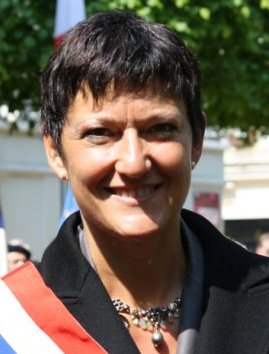
Anne Grommerch en 2012

- à Laxou : Nicolas Beaupré, historien français spécialiste de la Première Guerre mondiale.
- Joël Egloff, né en 1970 en Moselle, scénariste et écrivain français.
- Régis Sauder, auteur, réalisateur français né en 1970 à Forbach.
- 5 janvier à Pont-à-Mousson : Sébastien Gaudard, pâtissier français.
- 13 janvier à Nancy : Nathalie Hug, écrivain et scénariste française.
- 15 janvier à Metz : David Faderne, joueur de football français évoluant au poste d'attaquant.
- 30 janvier à Nancy : Michel Engel est un joueur de football professionnel.
- 4 février à Saint-Dié-des-Vosges : Emmanuel Clément-Demange, footballeur français occupant le poste d'attaquant et professionnel de 1997 à 2001.
- 10 février à Hayange : Frédéric Pontarolo, auteur français de bande dessinée .
- 8 mars à Metz : Alcide Mara, nom de plume de Pierre Louyot, fils de l'auteur Michel Louyot[13], poète français, mort le 19 décembre 2012 à Chantilly[14].
- 17 mars à Saint-Avold : Francis Franck, joueur de handball international français évoluant au poste de gardien de but[15],[16].
- 12 avril à Nancy : Arnaud Rebotini, compositeur et musicien de musique électronique français né à Nancy en 1970. Il se produit sous son propre nom, mais aussi sous le pseudonyme Zend Avesta. Il est aussi l'un des fondateurs du groupe Black Strobe[17].
- 3 mai à Metz : Stéphane Lavignotte, pasteur, journaliste et écrivain français. Il est engagé dans la Mission populaire évangélique, une Église réformée du christianisme social.
- 11 mai à Verdun : Nathalie Maillet, morte le 15 août 2021 à Gouvy (Belgique), personnalité française de sport automobile et une architecte.
- 30 juin à Longeville-lès-Metz : Patrick Dils, victime française d'erreur judiciaire[18]. À 16 ans, le 30 avril 1987, il a été inculpé des meurtres de deux garçons en Moselle, à Montigny-lès-Metz. Le 27 janvier 1989, il a été condamné  à la réclusion criminelle à perpétuité pour meurtre.
- 3 août à Nancy : Édouard Mehl, philosophe et historien des sciences.
- 4 août à Thionville : Vincent Hein, psychanalyste et écrivain français.
- 12 septembre à Nancy : Jochen Gerner, auteur de bande dessinée français.
- 20 octobre à Épinal : Guillaume Cecutti, ou Guglielmo Cecutti, joueur de football français, mort le 8 avril 2010 dans la même ville, à l'âge de 39 ans[19].
- 28 octobre à Metz : Nicolas Weber, footballeur français. Il évolue au poste de défenseur latéral avant de se reconvertir comme entraîneur et éducateur.
- 3 novembre à Phalsbourg : Frank Beauvais, réalisateur, acteur et consultant musical français.
- 21 novembre à Nancy : Cécile Paris, artiste contemporaine française. Elle vit et travaille à Paris et enseigne à l'école des Beaux Arts de Nantes.
- 26 novembre à Épinal : Anne Percin, écrivaine française.
- 27 novembre à Nancy : Angelo Musa chef pâtissier français.
- 28 novembre à Saint-Mihiel : Yannick Schulte, rameur français.
- 7 décembre à Nancy : Yaël Braun-Pivet, avocate, militante associative et femme politique française.
- 11 décembre à Thionville : Anne Grommerch, née Brandenbourger, morte le 15 avril 2016 à Esch-sur-Alzette, est une femme politique française.
- 15 décembre à Metz : Didier Lang, footballeur français.
- 30 décembre à Saint-Dié-des-Vosges : Alex Di Rocco, footballeur professionnel français.

## Décès
- 8 mars à Bainville-sur-Madon : Victor Étienne Demogeot, né le 14 août 1881 à Bainville-sur-Madon (Meurthe-et-Moselle) , mécanicien et pilote automobile français.
- 16 mars à Forbach : Paul Harter, homme politique français né à Uckange le 23 janvier 1897.
- 1er mai à Nancy : Raoul Nanty, né le 11 février 1882 à Avignon[20],[21],  industriel nancéien, patron de la Chocolaterie de l'Est, et un militant nationaliste français.
- 6 mai au château de Montaigu, à Laneuveville-devant-Nancy : Édouard Salin, né le 9 janvier 1889 à Dammarie-sur-Saulx (Meuse), ingénieur, maître de forges et archéologue français.
- 30 juillet à Sarrebourg (Moselle) : André Canivez, né le 12 juillet 1887 à Escaudain (Nord) et mort des suites d'un accident de la route, homme politique français.
- 29 octobre à Badonviller : Émile Fournier, né le 15 septembre 1889 à Badonviller, homme politique français.
- 26 décembre à Saint-Dié-des-Vosges : Jean Crouzier est un homme politique français, né le 2 novembre 1899 à Raon-l'Étape (Vosges)
- 31 décembre à Metz : Raymond Mondon, né le 8 mars 1914 à Ancy-sur-Moselle, homme politique français. Il est maire de Metz de 1947 à 1970 et occupe deux postes ministériels en 1955 et de 1969 à 1970.